# Finmarchinella barentzovoensis
Finmarchinella barentzovoensis är en kräftdjursart som först beskrevs av Mandelstam 1957.  Finmarchinella barentzovoensis ingår i släktet Finmarchinella och familjen Hemicytheridae. Inga underarter finns listade i Catalogue of Life.